# Calyptomyrmex nedjem
Calyptomyrmex nedjem é uma espécie de formiga do gênero Calyptomyrmex, pertencente à subfamília Myrmicinae.